# You're So Vain
Singles de Carly Simon
Legend in Your Own Time
(1972) The Right Thing to Do
(1973)
Pistes de No Secrets
The Carter Family His Friends Are More Than Fond of Robin
You're So Vain est une chanson écrite en 1971 par Carly Simon et sortie en novembre 1972. C'est l'une des chansons avec laquelle Carly est la plus identifiée et, à sa sortie, a atteint la première place aux États-Unis, au Canada, en Australie et en Nouvelle-Zélande. La chanson est classée au n° 92 sur les plus grandes chansons de tous les temps du magazine Billboard. "You're So Vain" a été voté n° 216 dans Songs of the Century de la RIAA, et en août 2014, la Official Charts Company du Royaume-Uni l'a couronnée la chanson ultime des années 1970. Cet article a été traduit du Wikipedia anglophone traitant de la chanson You're so vain de Carly Simon. 
La chanson est un profil critique d'un amant égocentrique à propos de qui Carly affirme "Tu es si vaniteux, tu penses probablement que cette chanson est à propos de toi." L'identité du mystérieux amant a longtemps été une question de spéculation, Carly déclarant que la chanson se réfère à trois hommes, dont un seul qu'elle a nommé publiquement, l'acteur Warren Beatty. 
L'intro distinctive de basse est jouée par Klaus Voormann. Les arrangements de cordes ont été réalisées et orchestrées par Paul Buckmaster. Carly joue le piano sur la chanson. 
La chanson a aussi été reprise par le chanteur Marilyn Manson avec Johnny Depp à la guitare.

## Origine et sujet de la chanson
Bien avant que Simon n'enregistre ce qui serait connu sous le titre "You're So Vain", la chanson s'intitulait "Bless You, Ben". Les premiers mots ont été: "Bénissez-vous, Ben. Vous êtes venu quand personne d'autre ne s'est arrêté." Carly se sentit insatisfaite des paroles et rangea la chanson jusqu'à ce qu'elle se rende à une soirée où un invité célèbre est apparu. Un ami a dit à Simon que l'invité masculin était entré comme s'il «marchait sur un yacht». Elle a incorporé ces mots dans la mélodie de "Bless You, Ben" pendant qu'elle composait sur son piano, et la chanson a pris un tout nouveau sens.
Quand Simon dit "Son of a gun" après le riff de basse caractéristique à l'intro, c'est en réponse au bassiste, Klaus Voormann. Avant que la chanson ne devienne un single à succès en 1972, Carly a dit à un intervieweur que la chanson parlait des "hommes", pas d'un "homme" spécifique. 
En 1983, elle a affirmé que la chanson ne parlait pas de Mick Jagger, qui a d'ailleurs contribué des chœurs non crédités. Dans un livre de 1993, Angie Bowie prétendait être la "femme d'un ami proche" mentionné dans "You're So Vain", et que Jagger, pendant un certain temps, était "obsédé" par elle. Simon a fait un autre commentaire sur l'identité du sujet en tant qu'artiste invité sur le single de 2001 de Janet Jackson, "Son of a Gun (I Betcha Think This Song Is About You)", qui a échantillonné "You're So Vain". Simon a dit à propos de la chanson: "L'écharpe abricot était portée par Nick [Delbanco]. Rien dans les paroles ne faisait référence à Mick [Jagger]." 
Au fil du temps, Carly a divulgué des «indices de lettre» et a affirmé que le nom du sujet contenait les lettres A, E et R. 
Peu de temps avant l'écriture de la chanson, Simon était marié à James Taylor; elle a dit qu'il n'était "certainement pas" le sujet de la chanson. David Bowie, David Cassidy et Cat Stevens ont tous été cités par la presse comme candidats spéculatifs. 
En août 2003, Simon a accepté de révéler le nom du sujet de la chanson au plus offrant de la vente aux enchères de charité Martha's Vineyard Possible Dreams. Avec la meilleure offre de 5,000 $, Dick Ebersol, président de NBC Sports et ami de Simon, a obtenu le droit de connaître le nom du sujet de "You're So Vain". Une condition du prix était qu'Ebersol ne révèle pas le nom. Celui-ci a déclaré que Simon lui avait permis de divulguer un indice sur le nom de la personne: "Carly m'a dit que je pourrais offrir au monde entier un indice sur ce qu'elle me dira quand nous aurons cette nuit dans environ deux semaines. Et l'indice est: la lettre «E» est dans le nom de la personne."
En 2004, Simon a dit à Regis Philbin: "Si je le dis, ça va sortir en dribs et en drabs. Et j'ai déjà donné deux lettres, un 'A' et un 'E.' Mais je vais en ajouter une. Je vais ajouter un «R» en l'honneur de vous."
En 2005, l'ex-mari de Simon, Jim Hart, a déclaré qu'il était sûr que la chanson ne parlait pas de quelqu'un de célèbre. 
Dans une interview en 2007, Warren Beatty a dit: "Soyons honnêtes. Cette chanson parlait de moi." Simon avait dit en 1983 que Beatty "pensait certainement que c'était à propos de lui - il m'a appelé et m'a remercié pour la chanson."  Dans une interview pour la version 1978/1982 de la série radiophonique The History of Rock and Roll, le producteur Richard Perry a dit que Simon faisait essentiellement référence à Beatty tout en évoquant également d'autres relations antérieures dans sa vie. 
Howard Stern a déclaré que Simon lui avait révélé en privé à propos de qui la chanson avait été écrite après son interview dans son émission de radio populaire sur Sirius Satellite Radio. Stern a commenté: "Il y a un aspect étrange à cela, il n'est pas si vaniteux." Il a également déclaré qu'elle avait dit qu'il s'agissait d'un "composite de trois personnes". Simon a confirmé qu'elle avait donné les noms à quelques personnes, dont Stern. 
Dans son livre de 2008 Girls Like Us, l'auteure Sheila Weller inclut un compte rendu détaillé de l'histoire d'amour de Simon avec le musicien Dan Armstrong, et suggère qu'il a été l'inspiration pour "You're So Vain". Son chagrin de le perdre a finalement inspiré la chanson "Dan, My Fling", qui apparaît sur son premier album. Le nom complet,, Daniel Kent Armstrong, contient les trois lettres de l'indice de Simon.
Dans une interview du 4 novembre 2009 sur WNYC, Carly a déclaré qu'elle avait caché le nom du sujet dans un nouvel enregistrement de la chanson. Le jour suivant, l'équipe du programme a détecté le nom "David" caché dans un chuchotement. Cependant, Simon a contredit cela, disant qu'elle avait parlé "Ovide" à la fois en avant et en arrière, et cela ressemblait à David. En février 2010, Simon a répété que le nom du sujet avait été chuchoté dans un réenregistrement de "You're So Vain": "Il y a un petit murmure - et c'est la réponse au puzzle." Un représentant de Simon a déclaré que le nom chuchoté pendant la chanson est "David". Plusieurs médias ont alors spéculé que le sujet était l'ancien patron de Simon à Elektra, David Geffen, ce que Jim Hart, l'ex-mari et ami proche de Simon, a nié le jour suivant. Elle a dit que lorsqu'elle a écrit la chanson en 1971, elle n'avait pas encore rencontré Geffen. Le publiciste de Simon a également confirmé que la chanson ne concernait pas Geffen, mais qu'il y avait effectivement "un David qui est lié à la chanson d'une manière, d'une forme ou d'une autre". Vanity Fair a noté qu'en plus de "David", "Warren" et un nom inintelligible sont chuchotés pendant l'enregistrement. 
Après sa performance en direct de la chanson avec Simon en juillet 2013, Taylor Swift a déclaré que Simon lui avait révélé l'identité du sujet de la chanson en toute confiance. 
En novembre 2015, Simon, faisant la promotion de ses mémoires sur le point d'être publiées, a déclaré: "J'ai confirmé que le deuxième couplet est Warren (Beatty)" et a ajouté que si "Warren pense que tout est à propos de lui", il est le sujet de ce verset seulement, le reste de la chanson faisant référence à deux autres hommes, toujours inconnus.
La chanson figure parmi les "500 plus grandes chansons de tous les temps" selon le magazine musical américain Rolling Stone, se classant en 495ème position.

## Personnel
Selon le livret inclut dans l'album :
- Carly Simon : chant, piano, arrangements des cordes
- Jimmy Ryan : guitare
- Klaus Voormann : basse
- Jim Gordon : batterie
- Richard Perry ; percussions
- Paul Buckmaster : cordes
- Mick Jagger ; chœurs

Mick Jagger a contribué aux chœurs, non crédités à l'époque, de la chanson. Lorsqu'on lui a demandé comment cette collaboration s'était produite, Carly a déclaré : Il s'est adonné à appeler au studio alors qu'on travaillait sur les chœurs. Je lui ai alors demandé : «Nous faisons des chœurs sur une de mes chansons, pourquoi ne viendrais-tu pas chanter avec nous»  ?